# مقام الشيخ بلال بن رباح
مقام الشيخ بلال بن رباح هو بناء قديم أقيم على جبل الكبير شمالي قرية عزموط بالقرب من نابلس في فلسطين ينسب للصحابي بلال بن رباح، تبلغ مساحته حوالي 40 م²، وزرع بالقرب منه أشجار رومانية معمرة، يوجد العشرات من أشجار الزيتون، وشجرة بلوط كبيرة. يتواجد أيضاً بئر ماء في منطقة المقام الديني الإسلامي بعمق 10 م، وعرض 4 م، ويتسع هذا البئر لحوالي 100 كوب ماء (100 م³). كان يستخدم هذا البئر لتوريد مئات رؤوس الأغنام والأبقار عليه للشرب. هناك أيضاً بالقرب من شجرتي البلوط الكبيرة والصغيرة مغارة أو كهف يبدو أنها كانت تستخدم للنوم في الأزمان الغابرة.
كان هذا المقام الإسلامي، من ضمن المقامات الإسلامية في محافظة نابلس، يستخدم زمن العهود الإسلامية السابقة كمرصد ديني وعسكري بإشعال النيران للتراسل بين الجيوش الإسلامية. يطل هذا المقام على الأغوار الفلسطينية والأردنية، وجبال عجلون في الأردن. استعمل كذلك هذا المكان الديني المرتفع كمزار سياحي لأهل قرية عزموط والقرى المجاورة لذبح النذور وإقامة الحفلات الدينية والاجتماعية، بقص شعرات من رأس الطفل وذبح الذبائح كالخرفان والماعز، وإقامة الولائم للعائلة المعينة والضيوف.
سيطرت القوات الإسرائيلية على هذا المقام الإسلامي فوق الجبل الكبير، بعد زرع المستوطنة اليهودية آلون موريه في أرض عزموط، وأقامت عليه بؤرة عسكرية، تصل إليها الدبابات اليهودية. وقد جعله يهود المستوطنة موقعاً استراتجياً سياحياً وعسكرياً على السواء، فأقاموا عليه الإضاءات الكاشفة، وأطلقوا عليه حسب ما نشر باللغات العربية والعبرية والإنجليزية (مقام يوسف لونص) وهو الحاكم العسكري اليهودي الذي قتل على أيدي فدائيين عام 1970 في البلدة القديمة في مدينة نابلس.